# Холм (Пошехонский район)
Холм — деревня в Пошехонском районе Ярославской области России. 
В рамках организации местного самоуправления входит в Белосельское сельское поселение, в рамках административно-территориального устройства является центром Холмовского сельского округа.

## География
Расположена в 34 км к юго-востоку от центра города Пошехонье.

## История
В конце XIX — начале XX века деревня входила в состав Холмовской волости Пошехонского уезда Ярославской губернии.
С 1929 года деревня являлась центром Холмовского сельсовета Пошехонского района, в 1941 — 1959 годах — в составе Арефинского района, с 2005 года — в составе Белосельского сельского поселения.

## Население
| 1859 | 1914 | 2002 | 2007 | 2010 |
| ---- | ---- | ---- | ---- | ---- |
| 75   | ↗91  | ↗110 | ↘104 | ↘81  |

Согласно результатам переписи 2002 года, в национальной структуре населения русские составляли 99 % от всех жителей.

## Инфраструктура
В деревне имеются Пятницкая основная школа (основана в 1873 году), фельдшерско-акушерский пункт (филиал Пошехонской центральной районной больницы), отделение почтовой связи.

## Памятники
- Воинам, павшим в годы Великой Отечественной войны

## Общественный транспорт
Холм обслуживается пригородными автобусными маршрутами №№ 108 Пошехонье — Гужово, 121 Пошехонье — Тайбузино.